# Retour sur soi-même
Retour sur soi-même (Return to Tomorrow) est le vingtième épisode de la deuxième saison de la série télévisée Star Trek. Il fut diffusé pour la première fois le 9 février 1968 sur la chaîne américaine NBC.
L'équipage de l'Enterprise découvre les vestiges d'une guerre qui a eu lieu un demi-million d'années auparavant et dont il ne reste que trois « esprits » survivants. Avec l'accord du capitaine Kirk, Spock et d'une membre d'équipage, ils prennent possession de leurs 3 corps le temps de construire des androïdes dans lesquels ils pourront être hébergés éternellement.

## Distribution

### Acteurs principaux
- William Shatner — James T. Kirk (VF : Yvon Thiboutot)
- Leonard Nimoy — Spock (VF : Régis Dubost)
- DeForest Kelley — Leonard McCoy
- George Takei — Hikaru Sulu
- James Doohan — Montgomery Scott
- Nichelle Nichols — Uhura

### Acteurs secondaires
- Diana Muldaur - Docteur Ann Mulhall/Thalassa
- Majel Barrett - Infirmière Christine Chapel
- Cindy Lou - Infirmière
- Frank da Vinci - Lieutenant Brent
- Eddie Paskey - Lieutenant Leslie
- William Blackburn - Lieutenant Hadley / Androïde
- Roger Holloway - Lieutenant Lemli
- James Doohan - Voix de Sargon

## Résumé
L'Enterprise est guidée par une force inconnue vers une planète en apparence déserte. Un être nommé Sargon communique avec eux via télépathie. Il demande à ce qu'une équipe soit envoyée sur place, composée du capitaine Kirk, Spock, du Docteur McCoy et du docteur Ann Mulhall. Ils se retrouvent à plus de 100 milles sous la surface de la planète face à une sphère dans laquelle se trouve l'esprit de Sargon. Celui-ci faisait partie d'une race extraterrestre supérieurement intelligente qui serait à l'origine de la vie sur de nombreuses planètes et qui a été dévastée il y a plus de 600 000 années.
Sargon s'insère alors à l'intérieur du corps de Kirk afin d'expliquer son projet. Il ne reste plus que son esprit, celui de sa femme Thalassa et d'un de ses compagnons, Enoch. Il souhaite transférer leur esprit à l'intérieur d'hôtes humains le temps de construire des androïdes destinés à abriter leurs esprits. Toutefois, le processus de transfert est assez éprouvant pour le corps humain et si l'hôte se retrouve trop longtemps à l'intérieur, ils peuvent en mourir.
Une réunion est organisée à bord de l'Enterprise. Malgré les réticences de McCoy et de l'ingénieur Montgomery Scott, Kirk, Spock et Mulhall acceptent que leur corps soit les hôtes de Sargon, Enoch et Thalassa. Le transfert se déroule bien, même si des premiers signes d'affaiblissements commencent à apparaitre, sauf pour Enoch qui est dans un corps de vulcain. Celui-ci est chargé de montrer à l'infirmière Christine Chapel comment préparer un sérum chargé de renforcer le corps des hôtes. Toutefois, Enoch, visiblement jaloux de la relation entre Sargon et Thalassa, lui donne de mauvaises instructions dans les doses et l'hypnotise afin qu'elle tue Kirk et donc Sargon.
De son côté, Thalassa semble apprécier le fait d'être de nouveau dans un corps de chair et demande à Sargon s'ils ne peuvent pas rester à l'intérieur de leurs hôtes plus longtemps. Celui-ci s'écroule à la suite de l'affaiblissement et McCoy le déclare mort. Thalassa souhaitant rester dans le corps de Mulhall commence à assaillir télépathiquement McCoy. Toutefois Sargon est toujours vivant et utilise le vaisseau comme corps temporaire. Peu de temps après, Kirk et Mullhall ont retrouvé leur corps. Hélas les sphères semblent avoir été détruite notamment celle qui contenait l'esprit de Spock.
De son côté, Enoch, dans le corps de Spock a pris le pouvoir dans le vaisseau et il utilise ses pouvoirs télépathiques pour torturer l'équipage. L'infirmière Chappel réussit toutefois à lui injecter un sérum létal pour les vulcains. Le corps de Spock s'écroule. Toutefois, il ne s'agissait que d'un placebo destiné à tromper Enoch afin de lui faire quitter le corps, le temps que l'esprit de Spock ne le regagne. Sargon et Thalassa emprunte une dernière fois les corps de Kirk et Mullhall afin de s'embrasser une dernière fois avant que leurs esprits ne finissent par disparaitre dans le vide.

### Continuité
- Le personnage de Pavel Chekov n'apparaît pas dans cet épisode.